# Kloster Seligenthal (Landshut)

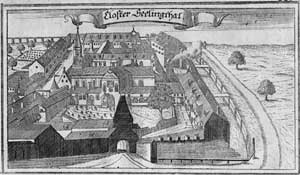
Stich des Klosters aus dem „Churbaierischen Atlas“ von Anton Wilhelm Ertl, 1687

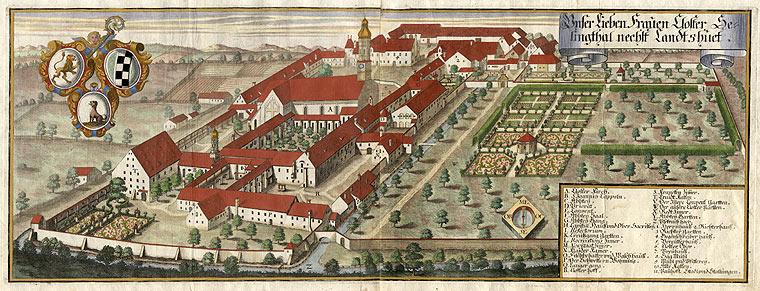
Stich des Klosters aus der „Historico-topographica Descriptio“ 1701–1726 von Michael Wening

Das Kloster Seligenthal (lateinisch Abbatia B.M.V. Felicis Vallis) ist eine 1232 gestiftete Abtei der Zisterzienserinnen in der niederbayerischen Stadt Landshut. Sie liegt auf dem Gebiet der Diözese Regensburg. Die 1259 geweihte Klosterkirche Mariä Himmelfahrt, die in den Jahren 1732/34 im frühen Rokoko-Stil umgebaut wurde, ist eine Begräbnisstätte der Wittelsbacher Herzöge von Bayern.

## Geschichte
Das der Heiligen Jungfrau geweihte Kloster wurde 1232 durch Ludmilla, Witwe des Herzogs Ludwig der Kelheimer, Stadtgründer von Landshut, gestiftet. Woher die Ordensfrauen kamen, galt bis ins 17. Jahrhundert hinein als unbekannt. Die ihnen später zugeschriebene und bis heute tradierte Herkunft aus dem Kloster Trebnitz im Bistum Breslau kann weder durch Urkunden noch durch die Klosterannalen belegt werden. Ludmilla lebte selbst im Kloster und wurde nach ihrem Tod 1240 in der Afrakapelle beigesetzt; später sollen ihre Gebeine in die Abteikirche übertragen worden sein. Heute erinnern dort noch zwei frühgotische Holzfiguren mit einer frühen Darstellung des bayerischen Rautenwappens an das Herrscherpaar. Das neu gegründete Kloster wurde 1236 der Zisterzienserabtei Kaisheim unterstellt. 1245 oder 1246 wurde das Kloster dem Orden einverleibt; dabei wurde erstmals der Name Seligenthal verwendet.
Erste Äbtissin von Seligenthal – vermutlich in der Zeit 1233 bis 1277 – war Agnes von Grünenbach. Unter den späteren Äbtissinnen finden sich Vertreterinnen der bayerischen Adelsgeschlechter Preysing und Gumppenberg. Zahlreiche Töchter des bayerischen Adels und sogar Wittelsbacher Prinzessinnen waren Mitglieder des Seligenthaler Konvents. Als Visitator fungierte zunächst der Abt von Kloster Aldersbach.
Nach der Klostergründung wohnten die Schwestern zunächst in dem um 1230 errichteten Haus Schwestergasse 8. Als vorläufige Klosterkirche diente die romanische Afrakapelle. Rund um dieses Kirchlein wurden 1259 die Abteikirche, die als Begräbnisstätte der Wittelsbacher diente, und in der Folgezeit die heutigen Konventgebäude erbaut.
Obwohl 1252 Kloster und Heilig-Geist-Spital rechtlich voneinander getrennt worden waren, sodass als wirtschaftliche Grundlage nunmehr Schenkungen von Land und Leuten sowie Stiftungen des Adels dienten, blühte das Kloster rasch auf. Als im Jahr 1260 ein Skriptorium gegründet wurde, lebten bereits 70 Schwestern in Seligenthal. In den folgenden Jahrhunderten besaß das Kloster stets die Gunst der bayerischen Herrscher. So stellte beispielsweise Herzog Ludwig der Bayer 1315 und 1341 das Kloster unter seinen Schutz und bestätigte ihm alle Rechte. 1331 erhielt das Kloster ein Salzdeputat in Hallein und durfte für einige Zeit mit herzoglicher Genehmigung Salzhandel betreiben.
Während das Kloster weiterhin der Abtei Kaisheim unterstellt war, wurden seit 1426 die Visitationen von der Abtei Raitenhaslach aus durchgeführt. Im Jahr 1559 wurde Seligenthal der Abtei Aldersbach unterstellt. Im 15. Jahrhundert durch mangelnde Einhaltung der Ordensregeln und vor allem im 16. Jahrhundert unter dem Einfluss der Reformation drohte dem Kloster mehrmals das „Aussterben“. So kamen beispielsweise im Jahr 1473 Zisterzienserinnen aus dem Kloster Koenigsbruck nach Seligenthal, um den Konvent am Leben zu halten. Um 1555 lebten erneut nur noch wenige Schwestern im Konvent. In den 1570er Jahren konnte durch Zisterzienserinnen aus dem Kloster Niederschönenfeld das Aussterben Seligenthals abgewendet werden. Unter Äbtissin Apollonia Reinbacher (1574–1605) beruhigte sich die Lage. Anfang des 17. Jahrhunderts erlebte das Kloster unter Äbtissin Anna Reisacher (1617–1634) einen Aufschwung. Es wurden umfahreiche Um- und Neubauten im Stil der Spätrenaissance vorgenommen. Während des Dreißigjährigen Krieges mussten die Schwestern wegen plündernder schwedischer Truppen und großer Hungersnöte den Konvent zwischen 1631 und 1649 mehrmals verlassen. 1651 kehrten sie in das zu großen Teilen zerstörte Kloster zurück.
In der Folgezeit, noch unter der Äbtissin Anna von Preysing (1643–1665), erlebte Seligenthal eine erneute Blüte. In den 1680er-Jahren rühmten hochrangige Vertreter des Zisterzienserordens sogar die vorbildliche Einhaltung der Ordensdisziplin. Auch die Heiligenverehrung prägte das Kloster um diese Zeit. So wurden zwischen 1667 und 1679 die Leichname der Hll. Antoninus, Cassian, Viktorinus und Theodor nach Seligenthal überführt. Während des Spanischen Erbfolgekrieges (1701–1714) mussten die Schwestern ihren Konvent wiederum vorübergehend verlassen. Wenig später, in den Jahren 1732 bis 1734, wurde die ursprünglich spätromanische Abteikirche (geweiht 1259) nach den Plänen von Johann Baptist Gunetzrhainer zum Zentralbau umgestaltet und im Frührokoko-Stil ausgestattet. Das Hochaltargemälde, der Stuck und die Deckenfresken stammen von dem Wessobrunner Maler und Stuckateur Johann Baptist Zimmermann. Um die Arbeiten hatte sich auch Egid Quirin Asam beworben, der allerdings nicht zum Zuge kam.
Die Aufklärung sorgte erneut für Einschnitte des klösterlichen Lebens. So wurde 1766 die Anzahl der Konventmitglieder auf 50 beschränkt, die Aufnahme neuer Mitglieder erforderte von nun an die Zustimmung des Kurfürsten. Im Jahr 1800 musste das Kloster Seligenthal über 10.000 Gulden an Steuern entrichten, damit die weltliche Herrschaft die Kosten für die Landesverteidigung decken konnte. Dadurch wurde der Verkauf von Grundbesitz und Kirchensilber erforderlich. 1803 wurde das Kloster im Zuge der Säkularisation zu Gunsten der bayerischen Landesuniversität aufgelöst, die im Jahr 1800 von Ingolstadt nach Landshut verlegt worden war. Dennoch durften die Schwestern vorerst im Kloster bleiben. Im Jahr 1820 wurde die erst 1782 eingerichtete Mädchenschule geschlossen.
Nachdem die letzten verbliebenen Schwestern sich im Juli 1833 mit der Bitte um Wiedererrichtung des Klosters an König Ludwig I. gewandt hatten, erhielten sie mit dem Münchner Weihbischof Franz Ignaz von Streber einen einflussreichen Fürsprecher, der sich persönlich beim König verwandte. Dieser ließ das Kloster Seligenthal am 4. November 1835 wieder eröffnen. Auflage dabei war es, die Mädchenschulen zur „Erziehung der weiblichen Jugend“ Landshuts wieder einzurichten. Damals lebten noch fünf Schwestern, die bereits vor der Säkularisation dem Konvent angehörten.
1862 wurde Seligenthal Priorat, 1925 wieder Abtei. Die Abtei unternahm im Lauf ihrer jüngeren Geschichte mehrere Tochtergründungen. So wurden 1863 Nonnen nach Waldsassen (Kloster Waldsassen), 1955 nach Mönchhof (Abtei Marienkron), 1979 nach La Paz (Colegio Ave Maria) und 1999 nach Helfta (Kloster Helfta) entsandt, um dort Klöster wieder- oder neu zu errichten.
Seit 2023 leitet die Äbtissin M. Christiane Hansen die Abtei, die dieses Amt von ihren Vorgängerinnen M. Petra Articus (1999 bis 2023), M. Columba Baumgartner (1958 bis 1987; † 1. September 2007) und M. Assumpta Schenkl (1987 bis 1999; danach Priorin des Klosters Helfta in Eisleben; † 24. April 2009) übernahm.
Heute (Stand 2023) leben und arbeiten 38 Schwestern in der Abtei. Die Schwestern unterrichten unter anderem als Lehrerinnen und Erzieherinnen in den Bildungs- und Betreuungseinrichtungen der Schulstiftung Seligenthal. Im Jahr 2007 konnte die Abtei ihr 775-jähriges Gründungsjubiläum feiern.
Im Jahr wurde eine fast 15 Jahre andauernde Sanierung der Gesamtanlage abgeschlossen, die rund 34 Millionen Euro an Kosten verursachte. Im Rahmen der Maßnahme wurden von 2004 bis 2012 für rund zwölf Millionen der historische Konvent mit dem Kreuzgang, die alten Abteigebäude und weitere Gebäude des eigentlichen Klosters renoviert. Der 1911 erbaute Zellentrakt wurde abgerissen und durch einen Neubau für weitere 8,3 Millionen Euro ersetzt. Für 11,2 Millionen wurden die Schulen auf dem Klostergelände saniert und eine neue Mehrzweckhalle erbaut. Auch das alte Gebäude des Kindergartens wurde abgerissen und von 2010 bis 2012 für weitere 2,2 Millionen Euro durch einen Neubau ersetzt.

## Abteikirche

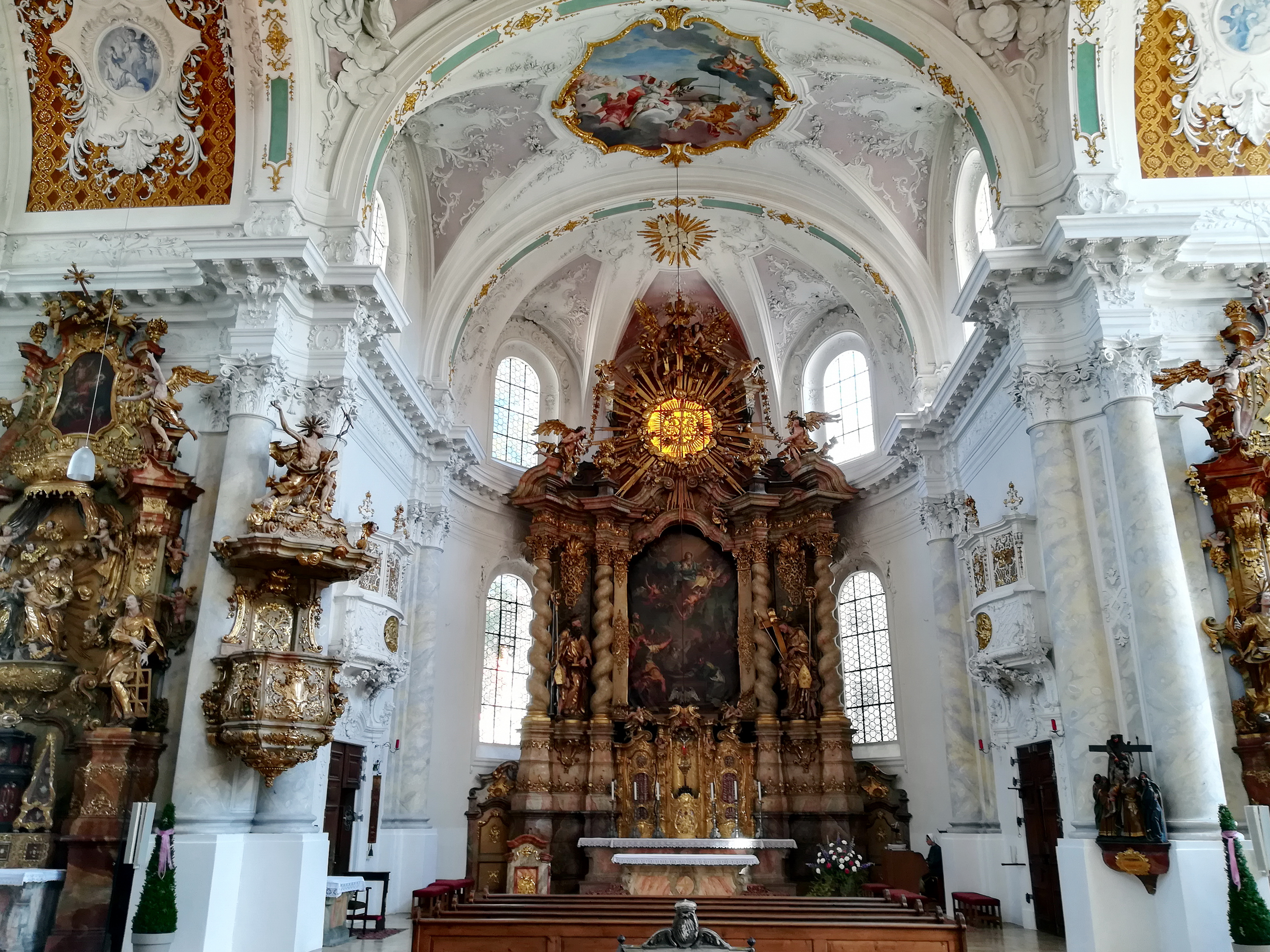
Chor mit Hochaltar, im Vordergrund links die Kanzel

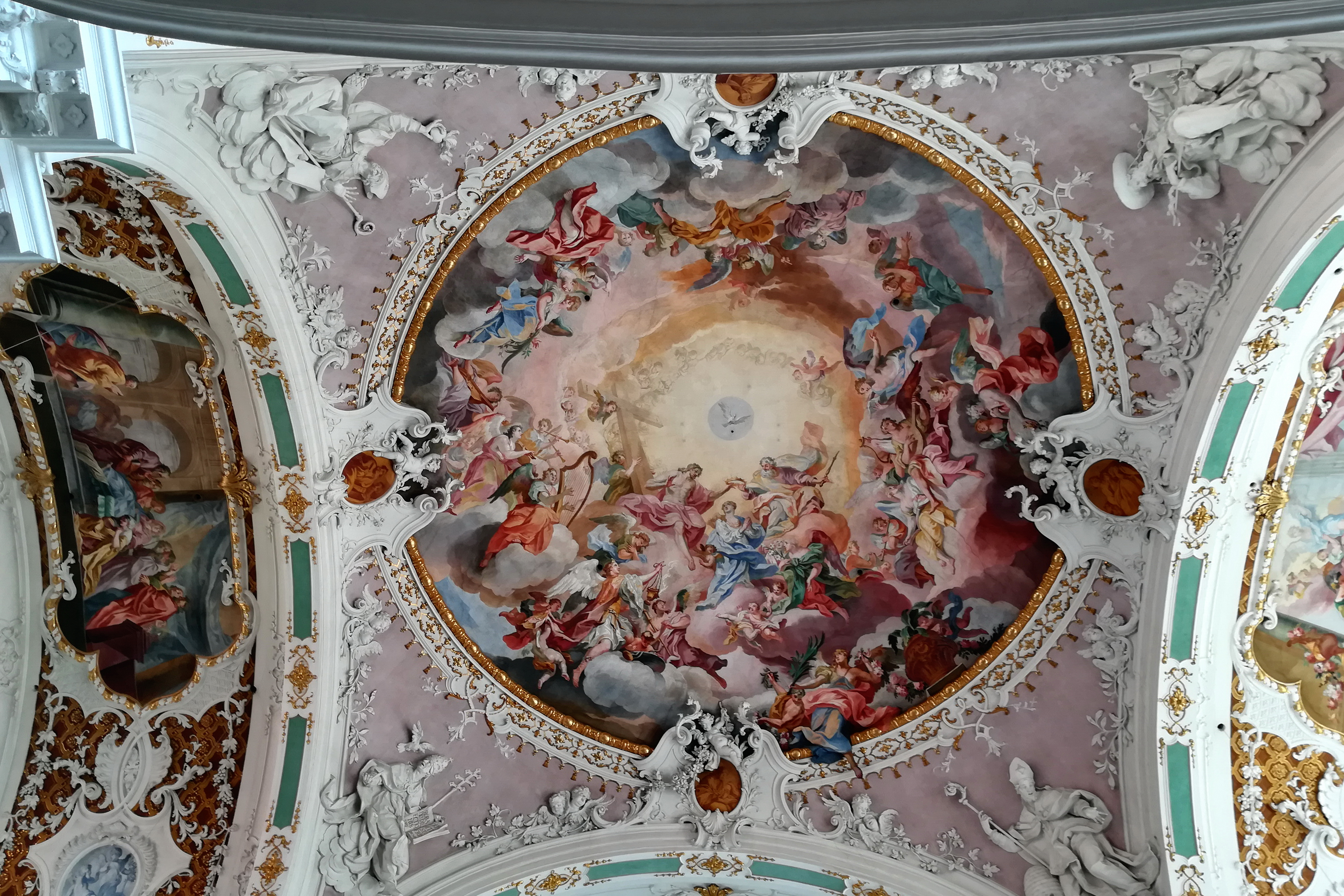
Kuppelfresko Krönung Mariens von Johann Baptist Zimmermann (1734)

Die im Kern spätromanische Klosterkirche Mariä Himmelfahrt wurde 1259 durch Bischof Heinrich von Chiemsee geweiht. Seit einem Umbau in den Jahren 1732/34, der nach den Plänen von Johann Baptist Gunetzrhainer durch Johann Georg Hirschstötter ausgeführt wurde, ist die Kirche ein einschiffiger Zentralbau mit kreuzförmigem Grundriss. Der streng proportionierte Innenraum wird von Tonnengewölben – teils mit Stichkappen – überspannt, die Vierung von einer flachen Kuppel. Die Gewölbeflächen sind mit Stuck und Fresken im Stil des frühen Rokoko überzogen, die von Johann Baptist Zimmermann geschaffen wurden. Von besonderem Interesse ist dabei ein Marienzyklus, der auch die von Zimmermann gemalte Patroziniumsdarstellung auf dem Hochaltarblatt einbezieht. Die Figuren an Hochaltar und Kanzel stammen von Wenzeslaus Jorhan. Das Langhaus westlich der Vierung wird von einer großen Empore überdeckt, die den Nonnenchor bildet. Von außerhalb des Klostergeländes sichtbar ist nur der schlanke barocke Turm, der 1698 seine heutige Form erhielt.
Die Klosterkirche diente seit jeher auch als Begräbnisstätte der Wittelsbacher.
Neben der Stifterin Ludmilla († 1240) wurden in der möglicherweise legendären „Fürstengruft“ die Herzöge Friedrich der Weise († 1393), Heinrich der Reiche († 1450), Ludwig der Reiche († 1479) und Georg der Reiche († 1503) von Bayern-Landshut bestattet. Falls diese tatsächlich existierte, wurde sie wohl im Dreißigjährigen Krieg von den Schweden zerstört. Heute tritt nur noch das Grab des Herzogs Ludwig X. († 1545), des Erbauers der Landshuter Stadtresidenz, in Erscheinung. Die Grabplatte ist im Bereich der Vierung in den Boden eingelassen. Sie wurde ursprünglich von dem Renaissance-Bildhauer Loy Hering geschaffen und zeigt Ludwig X. als typischen Renaissance-Fürsten.

### Preysing-Kapelle

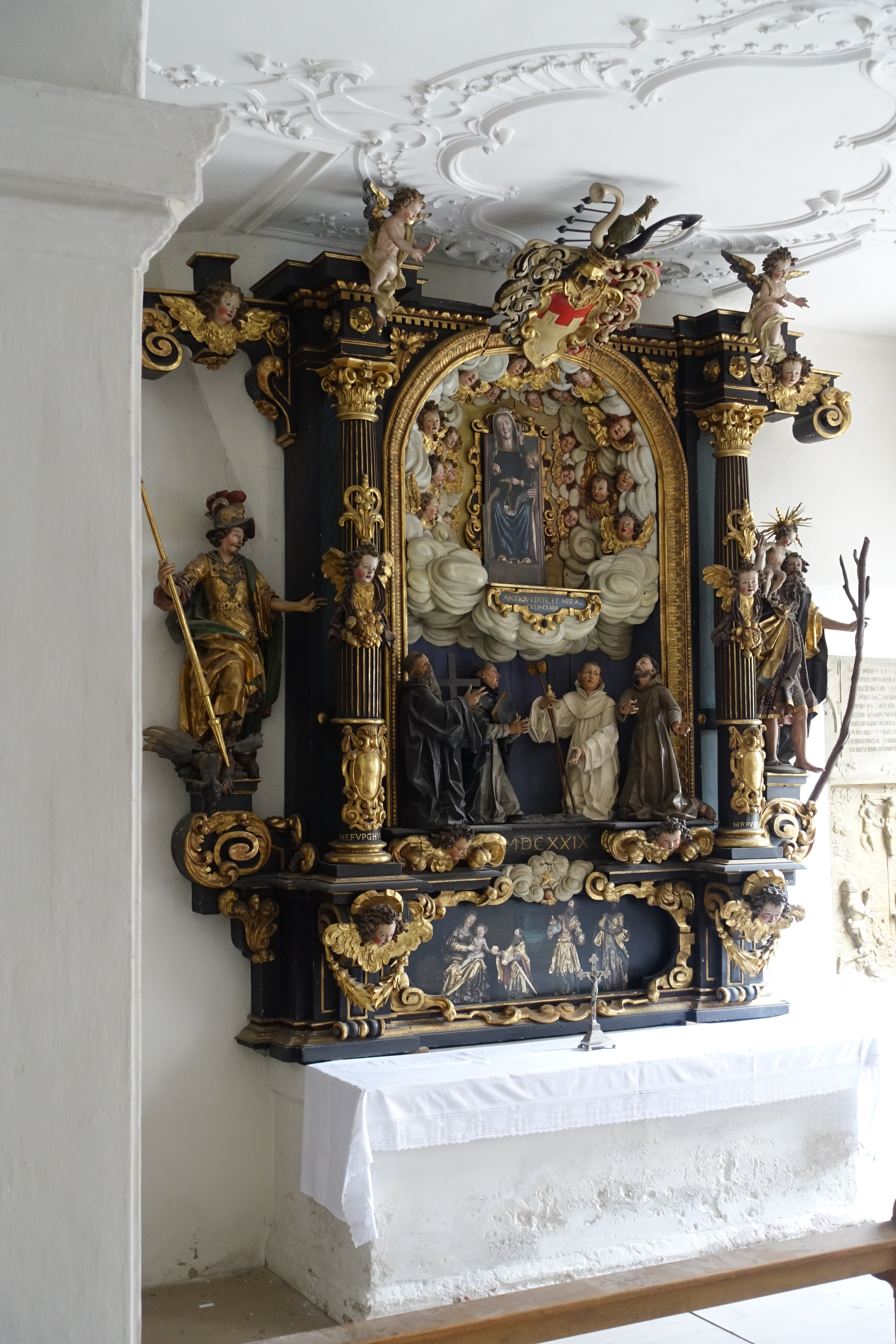
Spätrenaissance-Altar an der Ostseite der Preysing-Kapelle (1629), im oberen Teil die sogenannte „Preysing-Madonna“ (um 1300)

Die Preysing-Kapelle befindet sich neben dem westlichen der zwei Portale der Abteikirche und öffnet zu deren Langhaus mittels zweier Rundbogenarkaden. Die Kapelle wurde 1233 von dem gleichnamigen Adelsgeschlecht gestiftet, das in Altenpreysing, heute Kronwinkl, seinen Stammsitz hatte. Beim Umbau 1732/34 wurde die Kapelle durch Zusammenlegung mit der angrenzenden ehemaligen Kärgl-Kapelle vergrößert. Daher umfasst die heutige Preysing-Kapelle zwei Spätrenaissance-Altäre, die 1629 bzw. 1640 geschaffen wurden. Ersterer enthält die sogenannte „Preysing-Madonna“, eine sitzende Marienfigur mit dem bekleideten Jesuskind aus der Zeit um 1300. An den Wänden und im Pflaster sind zahlreiche Epitaphien im Stil der Spätgotik und der Renaissance für Angehörige der bayerischen Adelsgeschlechter Preysing und Kärgl angebracht. Besonders bemerkenswert sind die Epitaphien des Karl Kärgl († 1495) vom Burghauser Steinmetz Franz Sickinger und des Seligenthaler Hofmeisters Georg Kärgl († 1527) von dem Landshuter Bildschnitzer Stephan Rottaler.

## Afrakapelle
Über die Geschichte der Afrakapelle ist noch wenig bekannt, sie ist aber auf jeden Fall älter als die Klosterkirche. Bis zu deren Fertigstellung wurden die Gottesdienste dort abgehalten. Auch wurde die Klosterstifterin Ludmilla nach ihrem Tod im Jahre 1240 dort vorübergehend beigesetzt. Die Kapelle wurde dann zu einer Gedenkstätte für die Verstorbenen des Hauses Wittelsbach. 1320 wurde ein Hochgrab errichtet, auf dem die um 1330 geschnitzten Figuren der Stifterin und ihres Gatten lagen. Anfang des 17. Jahrhunderts wurde das Hochgrab wieder abgebaut und die Stifterfiguren oberhalb der tragenden Säule der Nonnenempore angeordnet. Kurz nach der Errichtung des Hochgrabes wurde an den romanischen Raum ein gotischer Chor angebaut, um wieder Platz für den Altar zu schaffen.
Das heutige Altargehäuse im Spätrenaissance-Stil stammt aus dem Jahr 1613, die Stuckfiguren in der Mitte – Maria mit dem Kind, Johannes der Täufer und Johannes Evangelist – stammen aber aus dem 14. Jahrhundert. Die Flügel sind bemalt. Im oberen Altarteil steht in einer Nische die Figur der Heiligen Afra, die der Kapelle den Namen gab, obwohl sie eigentlich Johannes dem Täufer geweiht ist und deshalb früher auch als Johannis-Kapelle bezeichnet wurde.
Die Kapelle besitzt über dem Westgiebel einen kleinen gemauerten Turm im Barockstil von 1696. Bemerkenswert sind auch die 32 kleinen Holzfiguren an der Brüstung der Empore, die wohl zu einem Zyklus mit Bildnissen früherer Fürstinnen und Fürsten gehören, und der getreppte romanische Rundbogenfries am Ostgiebel des Kapellenlanghauses, der den Chor einrahmt.
Während einer Renovierung der Kapelle um 1970 wurde eine Heizung eingebaut. Deshalb wird sie heute von den Nonnen als Winterkirche genutzt.

## Weitere Gebäude und Anlagen des Klosters

### Kreuzgang und Konventgebäude
Nördlich an die Abteikirche schließt sich der vierflüglige, geschlossene Kreuzgang an, der einen Innenhof (ca. 21,40 × 18,95 Meter), Kreuzgarten oder Kreuzhof genannt, umschließt. Das drei Flügel des Konventgebäudes umgeben Kreuzgang im Osten, Norden und Westen. Die Anordnung des Konventgebäudes wurde so gewählt, dass aus dem Obergeschoss des West- und Ostflügels jeweils ein direkter Zugang zum Nonnenchor der Klosterkirche besteht.
Der Kreuzgang besitzt ein spätgotisches Sterngewölbe, das laut Datierung 1477 bzw. 1482 fertiggestellt wurde. Die gekehlten Gewölberippen ruhen auf profilierten Konsolen und laufen auf tellerförmige Schlusssteine zu. Im nordöstlichen Eckjoch befinden sich anstelle zweier Konsolen Büsten mit leeren Spruchbändern. Auf dem Schlussstein im südwestlichen Eckjoch sind die segnende Hand Gottes im Relief und die Umschrift 1482 pax huic domni et omnib' habitatib' in ea dargestellt. Ein Schlussstein im Nordflügel enthält auf einem Spruchband die Jahreszahl 1477, ein Schlussstein im Ostflügel die Jahreszahl 1549, die wohl nachträglich hinzugefügt wurde. Die Fensternischen zum Kreuzgarten hin sind spitzbogig mit schrägen Gewänden ausgeführt, die erst später eingesetzten Fenster schließen im Kragsturz ab. Im Ostflügel befindet sich eine kleine spätgotische Holzfigur der Anna selbdritt aus der Zeit um 1480. Im Südflügel sind mehrere Grabdenkmäler angebracht, wobei die älteste aus dem 14. Jahrhundert stammen. Etwa in der Mitte des Nordflügels springt eine kleine, tonnengewölbte Kapelle als erkerartiger Vorbau in den Kreuzhof aus. In der Mitte des Ost- und Westflügels befindet sich jeweils ein ähnlicher Vorbau, der aber auf die Tiefe der Strebepfeiler beschränkt und lediglich im Obergeschoss als Erker ausgebildet ist. Im Erdgeschoss liegt jeweils ein stichbogig abgeschlossener Ausgang in den Kreuzgarten. Die Außenmauern des Kreuzgangs zum Kreuzgarten hin werden durch Strebepfeiler gegliedert. Am Ost-, Nord- und Westflügel laufen diese über beide Geschosse hinweg, wobei am Ostflügel der Teil im Bereich des Obergeschosses übereck gestellt ist. Am Nordflügel wurden alle Streben bis auf den westlichsten entfernt. Am West- und Südflügel schließen die Strebepfeiler mit einem Pultdach aus Ziegeln ab. Die beiden Geschosse sind durch ein Kaffgesims getrennt, das am Ostflügel aus einer vortretenden Backsteinlage, am Nord- und Westflügel aus Platte und flacher Kehle besteht. Der Südflügel ist eingeschossig.
Im Erdgeschoss des Ostflügel des Konventgebäudes befindet sich ein Refektorium (ca. 13,10 × 8,00 Meter), das als zweischiffiger, gewölbter Saal mit insgesamt sechs Kreuzjochen ausgeführt ist. Die spitzbogigen, nur wenig ansteigenden Kreuzgewölbe ohne Schlusssteine haben breite, an den Kanten gefasten Rippen und ebenso breite, ungegliederte Gurtbögen. Diese entspringen ohne Vermittlung aus den Wänden und den beiden achtseitigen Binnenpfeilern. Interessant ist dort auch ein frühgotisches Fresko der Krönung Mariens. Daran schließt die ehemalige Küche an, welche über ein von einem runden Mittelpfeiler nach vier Seiten ausstrahlendes Sterngewölbe verfügt. Die Fensteröffnungen nach Osten und die schmale Türöffnung zum Kreuzgang hin sind stichbogig ausgeführt. Der nördlich an das Refektorium angrenzende Raum ist die frühere Küche (ca. 9,50 × 8,00 Meter). Diese wird von einem spätgotischen, nach vier Seiten ausstrahlenden Sterngewölbe überspannt, das auf einem runden Mittelpfeiler mit einmal abgesetztem, achteckigen Sockel ruht. Die birnstabförmigen Gewölberippen sind aus Ton gebrannt. Während sie aus dem Mittelpfeiler ohne Vermittlung entspringen, gehen sie an den Wänden aus grob gehauenen, zum Teil abgetreppten Kragsteinen hervor, die wohl von der frühgotischen Wölbung erhalten geblieben sind. Die Verbindung zum Refektorium bildete eine schmale, heute zugesetzte Spitzbogentür. Von besonderem Interesse ist die Kaminanlage der Küche. Diese gehört wie das Gewölbe in Refektorium und Küche der Spätgotik an. An der Ostseite der Küche springt ein geräumiger, nahezu quadratischer Anbau (ca. 4,50 × 4,50 Meter) aus, der gewissermaßen eine zweite, kleinere Küche bildet. Über dem Raum steigt der Kamin in Form eins überhöhten, achtseitigen Klostergewölbes an und verjüngt sich zu einem schlanken, achteckigen Kamin.
Der Nordflügel enthält Keller- und Wirtschaftsräume, die teils von Klostergewölben, teils von Tonnengewölben überspannt sind. Im Westflügel befinden sich Vorratsräume und die ehemalige Bäckerei sowie Vorräume des ehemaligen Priorats. Letztere sind aufgrund ihrer qualitätvollen Architektur von besonderem Interesse. Der direkt vom Kreuzgang aus zugängliche Raum enthält eine einfache Bretterdecke mit Deckleisten. Von hier aus sind zwei weitere Räume erreichbar: Der nördliche wird von einem Tonnengewölbe mit Stichkappen überspannt. Dieses ist mit in Stuck gegossenen Rippen verziert, die in Stücken angesetzt sind. Sie ruhen auf kleinen Profilkonsolen und bilden eine netzförmige Figuration aus. Der südliche der beiden Räume besitzt wiederum eine Holzdecke, die mit spätgotischem Rankwerk in Flachschnitzerei und leere Tartschen am Kopf verziert ist. Diese ist, wie auch die Decke der spätgotischen Bibliothek, in das späte 15. Jahrhundert zu datieren. Das Priorat selbst war in dem turmartigen Bau untergebracht, der an die Südwestecke des Konventgebäudes stößt. Zum Erdgeschoss des Priorats, das eine Bohlendecke mit Flachschnitzerei aus der Zeit um 1600 enthält, führt eine rundbogige, gefaste Tür. Der Türgriff eine qualitätvolle spätgotische Arbeit ist.
Das Obergeschoss des Konventgebäudes ist vom Kreuzgang aus durch zwei Treppen im Nordflügel zugänglich, außerdem vom Nonnenchor der Klosterkirche und vom Abteigebäude, das durch einen Gangflügel an der Westseite der Klosterkirche mit dem Konventgebäude verbunden ist. Die westliche der beiden Treppen, die vom Kreuzgang in das Obergeschoss führen, ist eine einläufige, spätgotische Anlage mit durchbrochener, rautenförmig figurierter Steinbrüstung. Der Ostflügel hat an der Westseite einen von Kreuzgratgewölbe überspannten Gang, der Zugang zum Nonnenchor bietet. Das Gewölbe entstand unter Äbtissin Anna Reisacher. Er wird als Lesegang bezeichnet, da er früher für die klösterlichen Lesungen diente. Zu diesem Zweck laufen entlang der Ostwand hölzerne Sitzbänke. Der Sitz der Äbtissin ist durch eine einfache Rückwand ausgezeichnet. Der Platz für die Leserin befand sich gegenüber der Äbtissin in einem kleinen Flacherker, der hier in den Kreuzganghof ausspringt und von einem flachen Tonnengewölbe überspannt wird. An der Ostwand des Lesegangs befindet sich ein geschnitztes Kruzifix aus der zweiten Hälfte des 14. Jahrhunderts. Der Stamm ist naturalistisch gebildet, die Seitenarme sind gebogen. Die Kreuzesarme enden jeweils mit Blattornament. Auf der Querarmen sind Personifikationen von Sonne und Mond zu sehen.
Im Ostflügel ist, direkt angrenzend an den nördlichen Querarm der Klosterkirche, die Sakristei untergebracht. Diese Lage ist charakteristisch für Frauenklöster. Die Sakristei ist ein hoher gotischer Saal mit zwei kreuzgewölbten Jochen. Die Gewölberippen, die ohne Vermittlung aus der Wand entspringen, sind gekehlt und laufen auf tellerförmige Schlusssteine zu. Das Gewölbe stammt wohl aus der zweiten Hälfte des 14. oder aus dem frühen 15. Jahrhundert. Die beiden Fenster mit Kragsturz erhielt erst später ihre heutige Gestalt. Die östliche Außenmauer der Sakristei ist höher als die des angrenzenden Kapitelsaals. Von besonderem Interesse sind die barocke Sakristeischränke, die laut Inschrift 1643 bzw. 1682 geschaffen wurden. Sie bestehen aus Föhrenholz, sind mit kannelierten Pilastern bzw. Hermenpilastern verziert und schließen nach oben hin mit Triglyphenfriesen ab. Der nördlich an die Sakristei angrenzende Kapitelsaal ist ein beinahe quadratischer Raum, der unter Äbtissin Anna Reisacher neu eingewölbt wurde. Das insgesamt vier kreuzgratgewölbten Joche ruhen auf einer toskanischen Binnensäule aus rotem Marmor. Die Wände umlaufen ringsum Sitzbänke, die mit einfach gefelderten Rückwänden versehen sind. Der Sitz der Äbtissin ist durch ein erhöhtes Dorsale ausgezeichnet. Das Portal ist innen mit Hermenpilastern, einem Triglyphenfries und einem gebrochenen Giebel geschmückt. Nahe der Südostecke des Raumes springt ein rechteckiger, spätgotischer Erker aus, der innen von einem Sternrippengewölbe überspannt wird. Die Rippen ruhen auf Engelsbüsten mit Spruchbändern. Der Schlussstein zeigt im Relief eine Halbfigur Mariens, die das Jesuskind auf ihren Armen trägt. Der stichbogige, profilierte Öffnungsbogen ruht wiederum auf gepaarten Engelsbüsten, die als die vier Erzengel Michael, Gabriel, Raphael und Uriel bezeichnet sind. Die Fenster sind spitzbogig ohne Maßwerk. Im Erker befindet sich ein Altar mit dem Wappen und dem Monogramm der Äbtissin Anna Reisacher. Der zweisäulige Aufbau enthält ein in einem geschnitzten Akanthusrahmen ein Altarblatt, auf dem die vierzehn Nothelfer dargestellt sind. Dieses wurde um 1700 ergänzt. Im Auszug ist zwischen Giebelschenkeln ein geschnitztes Brustbild Mariens angeordnet. Das gemalte Antependium stellt den Gnadenstuhl und zwei heilige Frauen unter Rundbogenarkaden dar.
Im Nordflügel ist die Raumverteilung unregelmäßig, da hier ein durchlaufender Gang fehlt. An der Nordostecke befindet sich ein spätgotischer Raum, der mit der Jahreszahl 1484 bezeichnet ist. Dieser wurde ursprünglich wohl als Refektorium genutzt. Heute dient er als Bibliothek. Der Raum umfasst vier auf drei Fensterachsen. Er besitzt eine schöne, geschnitzte Balkendecke, die von drei Durchzügen in vier Felder geteilt wird. Innerhalb der einzelnen Felder wechseln sich geschnitzte Balken mit glatten Dielen ab. Der mittlere Durchzug wurde im 17. Jahrhundert mit einer toskanischen Holzsäule abgestützt. Durch Durchzüge haben profilierte Kanten und ein kurzes, glattes Kopfstück. Die Untersicht zeigt verschiedene Formen von flachen Laubwerksschnitzereien, das Kopfstück jeweils ein Rundmedaillon mit Tartschenschilden, darunter verschiedene Wappen, zum Beispiel das Familienwappen der Äbtissin Barbara von Gumppenberg, das Wappen des Ordens und das bayerische Rautenwappen. Auch die geschnitzten Balken besitzen mit Rundmedaillons verzierte Kopfstücke. Einer der Medaillons enthält ein Schild mit der Jahreszahl 1484, die übrige Rosetten, Masken und ein Spinnengewebe. Das ursprüngliche Pflaster aus rautenförmig verlegten Ziegeln ist erhalten. Die Türverkleidung an der Südseite trägt die Jahreszahl 1617; somit dürfte die Tür im Zuge des Klosterumbaus unter Äbtissin Anna Reisacher eingesetzt worden sein. Die Tür an der Westseite wurde zugesetzt. An der Nordostecke befindet sich die Lesekanzel, die mit einer einfachen Brüstung aus dem 17. Jahrhundert versehen ist. Auf der Südseite des Flügels, mit Ausblick auf den Kreuzganghof, befindet sich das Parlatorium, ein rechteckiger Raum mit fünf Fensterachsen. Anstelle der mittleren Fensterachse springt ein rechteckiger Erker mit qualitätvollem Sternrippengewölbe aus. Die Rippen ruhen auf Profilkonsolen. Der Schlussstein stellt im Relief eine Halbfigur Mariens dar, an den Rippenschnittpunkten befinden sich Tellersteine. Der Erker öffnet zum Raum hin mit einem profilierten Spitzbogen, der auf Profilkonsolen ruht. Über dem Bogenscheitel befindet sich eine stuckierte Rokoko-Kartusche mit der Jahreszahl 1765. Aus dieser Zeit stammen die Weißdecke und die vergrößerten Fensteröffnungen des Parlatoriums. Über der Weißdecke befindet sich die ursprüngliche, rechteckig gefelderte Leistendecke des Saals aus dem frühen 17. Jahrhundert. Sie ruht auf einem Unterzug, der von einem mit Laubstäben geschmückten Holzpfeiler getragen wird. Die Wand umläuft ein Fries mit Konsolenfolge. Das Parlatorium hat drei Türen mit kannelierten Säulen und Zahnschnittgebälk. Der Haupteingang an der Nordseite wird außerdem von geschweiften Seitenverzierungen mit Beschlagwerk und Fruchtmotiven flankiert. Leistendecke und Türen stammen laut alter Klosterrechnungen aus den Jahren 1613/14.
Im Obergeschoss des Westflügels befindet sich das Dormitorium. Die Zellen werden von einem rund fünf Meter breiten Mittelgang erschlossen, der sein Licht vor allem aus den großen stirnseitigen Fenstern bezieht, die unter Äbtissin Anna Reisacher angebracht wurden. Die überhöhte Decke entstand zur gleichen Zeit. Profilierte Leisten bilden Rechteckfelder, in denen jeweils eine geschnitzte Rosette angeordnet ist. Die Wand umläuft ein Konsolenfries. Die Zellen zu beiden Seiten des Gangs waren ursprünglich, wie üblich im Mittelalter, sehr klein. Sie wiesen nur rund zwei Meter Breite auf. Heute sind je zwei ehemalige Zellen zu einer vereinigt.

### Abteigebäude
Das zweigeschossige Abteigebäude umfasst zwei in stumpfem Winkel zusammenstoßende Flügel, die westlich der Klosterkirche einen kleinen Innenhof umschließen. Der Westflügel stammt aus dem 17. Jahrhundert, der Südflügel wurde 1729 neu erbaut. Im Erdgeschoss weisen beide Flügel zum Innenhof hin schmale, kreuzgewölbte Arkaden auf, die sich im Westflügel stichbogig, im Südflügel rundbogig öffnen. Der Westflügel hatte ursprünglich auch im Obergeschoss offene Arkaden, die heute allerdings zugesetzt sind. An der Südwestecke des Abteigebäudes springt ein 1729 erbauter, vom Boden her aufgehender Erker aus. Dieser enthält die Abteikapelle, die zur Wahrung der Klausur über eine Treppe aus dem Erdgeschoss zugänglich ist. Das Obergeschoss wird außen von Rundbogenblenden aufgelockert. Darüber erhebt sich ein weiteres Halbgeschoss, das mit Dreipassblenden verziert ist. Den oberen Abschluss bildet eine Kuppelhaube.
Die Innenräume sind mit Ausnahme der Abteikapelle weitgehend schmucklos. Diese ist mit einem achtseitigen Kuppelgewölbe mit Bandwerkstuckaturen ausgestattet. Der Frührokokoaltar wurde 1731 von dem Tischlermeister Frater Kaspar Grießemann aus dem Kloster Aldersbach geschnitzt. Der Aufbau wird von zwei gewundenen Säulen getragen, die seitlich mit Rankwerk verziert sind. Im Auszug ist das Christusmonogramm JHS inmitten eines Strahlenkranzes angeordnet, der von kleinen Engelsfiguren belebt wird. Der Altar ist marmoriert bzw. vergoldet. Das Altarblatt schuf der Maler und Bildhauer Cosmas Damian Asam. Darauf sind die heilige Anna mit Maria und dem Jesuskind abgebildet. Im Hintergrund ist der heilige Joachim dargestellt, darüber in Gewölk Gott Vater und der Heilige Geist. Zur Ausstattung der Abteikirche gehört außerdem ein aus Holz geschnitztes Kruzifix, eine Kopie des sogenannten Forstenrieder Kruzifixes. Es wurde in der späten Renaissance, also Ende des 16. oder Anfang des 17. Jahrhunderts, geschaffen. Ursprünglich war es im Nonnenchor der Abteikirche neben dem Choraltar angebracht. Unter Äbtissin Anna von Preysing gelangte zwischen 1647 und 1665 an seinen heutigen Platz.
Der Gangflügel, der westlich an das Langhaus der Abteikirche angefügt ist, verbindet Konvent- und Abteigebäude. Er enthält in beiden Geschossen je eine kleine Kapelle. Im Erdgeschoss befindet sich die Portenkapelle, die den Namen aufgrund ihrer Nachbarschaft zur Klosterpforte erhalten hat. Kapelle und Altar wurden am 10. Oktober 1602 geweiht. Das Chörlein der Kapelle ist außermittig angeordnet und liegt im Untergeschoss des Glockenturmes der Abteikirche. Dieses und der davor befindliche, größere Räume, der als Schiff bezeichnet werden kann, enthalten gotische Kreuzrippengewölbe, die mit stuckierten Renaissancestäben verziert sind. Letztere werden in die Zeit um das Weihe der Kapelle datiert. Der Renaissancealtar der Portenkapelle stammt aus dem Jahr 1589. Er weist gerahmte Flügel auf und ist mit einem Rundbogengiebel geschlossen. Der Aufbau enthält mehrere Gemälde: Im Schrein ist ein Kruzifix mit heiligenreihen in der Anordnung der mittelalterlichen Rosenkranzdarstellungen zu sehen. Auf den Flügeln sind innen Szenen aus dem Leben Mariens, außen die Heiligen Kümmernis, Florian, Onophrios und weitere. Im Giebel ist die Krönung Mariens zur Himmelskönigin dargestellt. Am Antependium sind die Flucht nach Ägypten sowie die Heiligen Stephanus und Barbara abgebildet.
Im Obergeschoss ist Passauerkapelle zu finden. Sie ist in einem flachgedeckten, rechteckigen Raum untergebracht. Ihr Altar ist eine Kompilation aus verschiedenen Teilen des frühen 17. Jahrhunderts. Er enthält Kopie des Gnadenbildes Maria Hilf. Das Original ist in der Passauer Wallfahrtskirche Maria Hilf zu sehen – daher die Benennung der Kapelle. Im Tympanon ist ein Gemälde der Schutzmantelmadonna angeordnet.
Die beiden Flügel des Abteigebäudes umschließen einen kleinen Innenhof westlich der Abteikirche, den sogenannten Alten Friedhof. Hier befinden sich die kunstvollen Epitaphien mehrerer Äbtissinnen aus dem 16. und 17. Jahrhundert. Die Grabplatte für Äbtissin Sabina Hauser († 31. Januar 1582) ist eine kleine Kalksteinplatte mit dem Brustbild der Verstorbenen in einer Rundbogenblende. Darüber ist die Inschrift, darunter ihr Wappen angeordnet. Der Rotmarmorepitaph für Apollonia von Reinbach († 4. Januar 1605) zeigt die Äbtissin kniend vor dem Kruzifix, darunter die Inschrift. Auch Anna Malvater († 5. November 1617) erhielt ein Rotmarmorepitaph mit Relief. Dieses zeigt die Äbtissin, begleitet von Johannes dem Täufer, kniend vor dem Erbärmdechristus. Das Relief befindet sich auch hier in einer Rundbogenblende, darunter die Inschrift in Rollwerk. Der Rotmarmorepitaph für Äbtissin Anna Reisacher († 14. Februar 1634) zeigt dieselbe kniend, von Johannes dem Täufer empfohlen, vor der Himmelskönigin. Schließlich ist der Doppelephitaph für die Äbtissinnen Anna Maria Johann († 23. Mai 1643) und Anna von Preysing († 15. Februar 1665) erwähnenswert. Die Rotmarmorplatte zeigt im Querformat gesonderte Reliefdarstellungen für beide Verstorbenen: Johann kniet vor dem gegeißelten Heiland, Preysing vor dem Kruzifix. Die Arbeit wurde nach 1643, aber wohl noch zu Lebzeiten der Äbtissin Preysing ausgeführt.

### Wirtschafts- und Verwaltungsgebäude
Südlich der Abteikirche liegen rund um einen großen Innenhof die ehemaligen Wirtschafts- und Verwaltungsgebäude der Abtei. Sie wurden ab 1729 errichtet und dienen heute zum großen Teil als Schulgebäude. Auch nördlich und westlich des Konventgebäudes schließen sich heute Schulgebäude an.

### Klostergarten
Die Abtei verfügt ferner über einen großen Klostergarten westlich der Klostergebäude.

## Bildungseinrichtungen derSchulstiftung Seligenthal

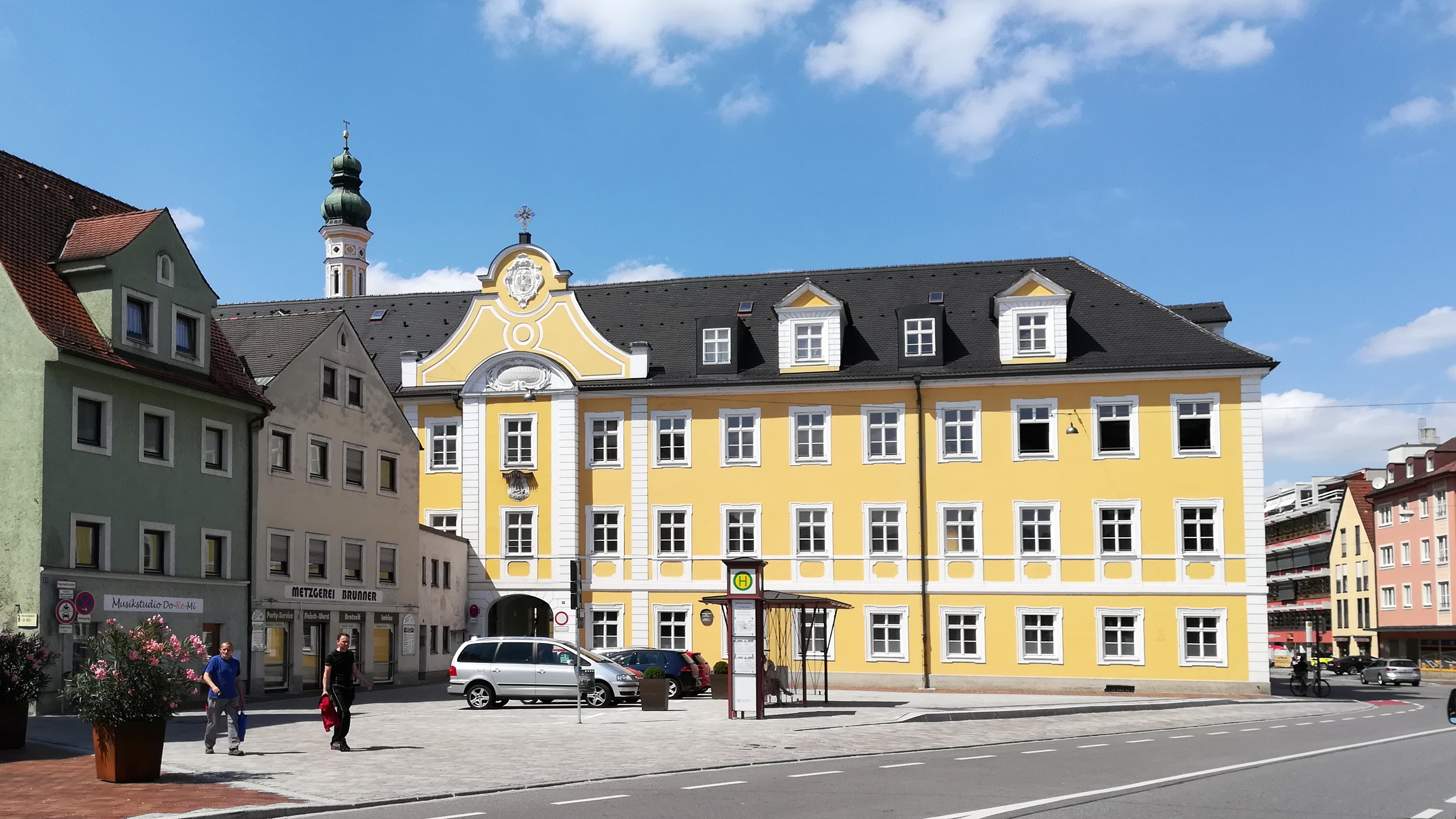
Außenansicht der Zisterzienserinnen-Abtei vom Bismarckplatz

Im Jahr 2000 wurde durch die Zisterzienserinnenabtei die eigenständige Schulstiftung Seligenthal gegründet. Diese unterhält auf dem historischen Klostergelände ein Bildungszentrum mit einem umfangreichen schulischen Angebot:
- Kindergarten mit fünf Gruppen
- Dreizügige Grundschule mit zwölf Klassen
- Kinderhort mit acht Gruppen für etwa 200 Kinder
- Gymnasium mit einem neusprachlichen, wirtschaftlich-sozialwissenschaftlichen und musischen Profil
- Wirtschaftsschule in zwei- und vierjähriger Form zur Erlangung der Mittleren Reife
- Ganztagsbetreuung für Schülerinnen und Schüler der Unterstufe (5. bis 7. Klasse)
- Zweizügige Fachakademie für Sozialpädagogik für die Ausbildung von Erziehern

## Trivia
- 2004 erhielt Meinhard Prill für den Film Von Himmel und Erde – Alltag im Kloster Landshut-Seligenthal den Bayerischen Fernsehpreis.[14]
- Nach dem Kloster Seligenthal sind mit der Seligenthaler Straße und der nahe gelegenen Schwestergasse gleich zwei Straßen in Landshut benannt.

## Nachweise
1. ↑  Seligenthal. Zisterzienserinnenabtei 1232–1982. Beiträge zur Geschichte des Klosters

Straub, Angela • Schneider, I. [Bearb.]. Zisterzienserinnenabtei Seligenthal [Hrsg.]. - Landshut (1982)
2. 1 2  Mader (Hrsg.), S. 216.
3. 1 2 3 4 5 6 7  Kloster Seligenthal (Landshut), Basisdaten und Geschichte: Landshut, Kloster Seligenthal – Geschichte in der Datenbank Klöster in Bayern im Haus der Bayerischen Geschichte
4. 1 2 3 4 5 6 7  Volker Liedke: Denkmäler in Bayern – Stadt Landshut. Schnell & Steiner, München 1988, ISBN 3-7954-1002-9, S. 94ff.
5. ↑  Historische Commission bei der königl. Akademie der Wissenschaften (Hrsg.): Allgemeine Deutsche Biographie, Band 36, Duncker & Humblot, Leipzig 1893, S. 551–553.
6. ↑  Landshuter Zeitung vom 1. Oktober 2016: „Es ist schlicht wunderbar“ – Knapp 15 Jahre, rund 34 Millionen Euro Kosten: Das Kloster Seligenthal ist generalsaniert
7. 1 2  Mader (Hrsg.), S. 220–230.
8. 1 2  Zisterzienserinnen-Abtei Seligenthal: Die Abteikirche des Klosters Seligenthal. Online auf abtei.seligenthal.de; abgerufen am 28. Oktober 2021.
9. ↑  Mader (Hrsg.), S. 230–238.
10. 1 2 3  Zisterzienserinnen-Abtei Seligenthal: Die Afrakapelle. Online auf abtei.seligenthal.de; abgerufen am 28. Oktober 2021.
11. 1 2 3 4 5 6 7 8  Mader (Hrsg.), S. 248–269.
12. 1 2 3 4 5  Mader (Hrsg.), S. 270–280.
13. ↑  Bildungszentrum Seligenthal: Über uns. Online auf schulstiftung.seligenthal.de; abgerufen am 28. Oktober 2021.
14. ↑  Meinhard Prill: Auf der Suche nach der „wirklichen“ Welt kam er in den „Himmel“ | Unter unserem Himmel. In: Bayerisches Fernsehen. BR, 27. August 2011, archiviert vom Original am 27. August 2011; abgerufen am 23. Oktober 2022.